# 폴 로넌
폴 로넌(Paul Ronan, 1965년 3월 21일 ~ )은 아일랜드의 배우이다.
맨체스터에서 태어났다.

## 영화
- 인생은 미풍 (2013년)
- 튜더스 (2009년) - 빌헬름 폰 율리히클레베베르크 공작 역
- 쇼밴즈 (2005년)
- 베로니카 게린 (2003년)
- 웬 더 스카이 폴스 (2000년)
- 디센트 크리미날 (2000년)
- 퍼더 제스처 (1997년) - 리암 역
- 더 복서 (1997년)
- 데블스 오운 (1997년) - 션 역
- 페이스풀 (1996년)